# Halarchon
Halarchon é um género botânico pertencente à família Amaranthaceae.

## Espécies
- Halarchon vesiculosus